# Calamaria grabowskyi
Espèce
Synonymes
- Calamaria baluensis Boulenger, 1893
- Calamaria moultoni Dunn, 1923

Statut de conservation UICN

 LC  : Préoccupation mineure
Calamaria grabowskyi  est une espèce de serpents de la famille des Colubridae.

## Répartition
Cette espèce est endémique de Bornéo. Elle se rencontre en Malaisie orientale, au Brunei et au Kalimantan en Indonésie.

## Description
Calamaria grabowskyi mesure jusqu'à 470 mm.

## Étymologie
Cette espèce est nommée en l'honneur de Friederich J. Grabowsky (1857–1929).

## Publication originale
- Fischer, 1885 : Über eine Kollektion von Amphibien und Reptilien aus Südost-Borneo. Archiv für Naturgeschichte, Berlin, vol. 51, p. 41-72 (texte intégral).